# Elinor Wylie

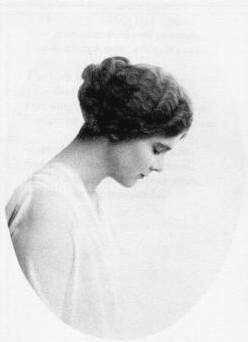
Elinor Wylie (um 1921)

Elinor Wylie (Geburtsname: Elinor Morton Hoyt; * 7. September 1885 in Somerville, New Jersey; † 16. Dezember 1928 in New York City) war eine US-amerikanische Autorin von Romanen und Dichterin.

## Leben
Die Tochter des Juristen und späteren US Solicitor General Henry M. Hoyt und Enkelin des Gouverneurs von Pennsylvania Henry Hoyt schloss ihre Schulausbildung 1904 an der Holton-Arms School in Washington, D.C. 1906 brannte sie mit dem Studenten an der Harvard University Philip Simmons Hichborn, Sohn eines Konteradmirals, durch und heiratete diesen am 13. Dezember 1906. 1910 verließ sie Hichborn wegen Horace Wylie und heiratete diesen 1916. Die Trennung von seiner Frau war letztlich Auslöser für den Suizid Hichborns im Jahr 1912.
1921 gab sie ihr schriftstellerisches Debüt mit der Anthologie Nets to Catch the Wind und gewann dafür den Julia Elsworth Ford Prize. Darin enthalten ist unter anderem das Gedicht „Wild Peaches“, in dem sie über die Scuppernong, die Staatsfrucht North Carolinas, schreibt:
„Der Winter wird kurz, der Sommer lang,
der Herbst bernsteinfarben, sonnig und heiß,
Nach Apfelwein und nach Scuppernong schmeckend;“
‚The winter will be short, the summer long,
The autumn amber-hued, sunny and hot,
Tasting of cider and of scuppernong;‘
Nach der Scheidung von Wylie heiratete sie im Oktober 1923 in dritter Ehe den Dichter William Rose Benét. Nach dem Gedichtband Black Armour (1923) erschienen die höchst individuellen Romane Jennifer Lorn (1923), The Venetian Glass Nephew (1925), The Orphan Angel (1926), der von Percy Bysshe Shelley und Mary Shelley handelt, sowie Mr Hodge and Mr Hazard (1928).
Nach ihrem Tode erschienen drei weitere Anthologien mit den Titeln Angels and Earthly Creatures (1929), Collected Poems (1932) sowie Collected Prose (1933). Während ihre Romane fantasievoll und künstlich wirkten, waren die Gedichte knapp, direkt und positiv geschrieben.